# رعاشينات ساقية الأجنحة
رعشانيات ساقية الأجنحة (الاسم العلمي: Lestoideidae)، فصيلة حشرات من رتبة اليعسوبيات ورتيبة مقترنات الأجنحةالتي توجد في جنوب شرق آسيا وغينيا الجديدة وأستراليا. تتكون الفصيلة من جنسين وتسعة أنواع.